# Peugeot XN
Il Peugeot XN era un motore a scoppio prodotto tra il 1970 e il 1992 dalla casa automobilistica francese Peugeot.

## Caratteristiche
Questo motore era una versione maggiorata del motore XM da 1.8 litri già impiegato sulle Peugeot 504 di base. Oltre che il modello di destinazione, i due motori condividevano quindi anche caratteristiche tecniche molto simili tra loro.

Il motore XN differisce dall'unità XM per l'alesaggio, aumentato di 4 mm, il che ha fatto lievitare la sua cilindrata a 2 litri. Per il resto, l'impostazione è rimasta la stessa del motore da 1.8 litri.

In generale, le caratteristiche dei motori XN erano quindi le seguenti:
- architettura a 4 cilindri in linea;
- alesaggio e corsa: 88x81 mm;
- cilindrata: 1971 cm³;
- distribuzione a un albero a camme laterale;
- valvole in testa;
- testata a due valvole per cilindro;
- albero a gomiti su 5 supporti di banco.

Il motore XN è stato proposto all'inizio sulla 504 e in seguito anche sulla sua erede, la 505, in tre versioni. Eccone di seguito le caratteristiche.

### XN1
Dietro questa sigla si nasconde la versione di base dei motori XN. Tale versione, introdotta nel 1970, era caratterizzata come segue:
- alimentazione a carburatore doppio corpo Zenith 35-40 INATH;
- rapporto di compressione: 8,8:1;
- potenza massima: 93 CV a 5200 giri/min;
- coppia massima: 168 Nm.

Questo motore ha subìto diversi step evolutivi: a partire dal 1977, la potenza ha subìto un incremento, portandosi a 96 CV a 5200 giri/min, mentre la coppia massima ha subìto un calo, fermandosi a 160 N·m a 3000 giri/min. Tale versione è spesso indicata con la sigla XN1A. Inoltre, dal 1984, la potenza ha conosciuto un ulteriore incremento, passando da 96 a 100 CV, stavolta a 5000 giri/min, mentre il picco di coppia è rimasto invariato. Infine, dal 1985, vi fu un altro sensibile incremento di potenza, salita fino a 108 CV a 5250 giri/min. In questa occasione, la coppia massima salì, portandosi a 169 N·m, sempre a 3000 giri/min.
Questo motore è stato montato su:
- 504 GL (1970-80);
- 504 Break GL (1971-80);
- 504 Familiale (1971-83);
- 504 Break GR (1980-82);
- 505 GL (1979-85);
- 505 Break GL (1982-88);
- 505 GR/SR (1979-88);
- 505 GR/SR/ST/SX (1988-92).

### XN2
Questa versione si differenziava dalla precedente essenzialmente per l'alimentazione a iniezione. Queste erano le caratteristiche principali:
- alimentazione: iniezione meccanica Kugelfischer;
- rapporto di compressione: 8,35:1;
- potenza massima: 104 CV a 5200 giri/min;
- coppia massima: 165 N·m a 3000 giri/min.

Questo motore ha trovato applicazione su:
- 504 Iniezione (1970-74);
- 504 TI (1974-80);
- 504 Coupé 2.0 (1970-83);
- 504 Cabriolet (1970-83);

Anche questa versione ha subito una sua evoluzione, in questo caso leggerissima. Infatti, dal 1977, grazie all'innalzamento del rapporto di compressione da 8,35 a 8,8:1, la potenza massima è passata da 104 a 106 CV, mentre la coppia massima crebbe da 165 a 168,7 N·m.

### XN6
Questa versione era destinata unicamente alla 604 SR (1980-81), modello a tiratura limitata riservata unicamente alle cariche politiche francesi, e alle 505 STI previste per il mercato statunitense, e commercializzate tra il 1980 e il 1990. Come nell'unità XN2, l'alimentazione era a iniezione, ma nel caso dell'unità XN6 essa era gestita elettronicamente. La potenza massima era però relativamente ridotta a causa delle severe norme antinquinamento vigenti già all'epoca oltreoceano. Raggiungeva infatti 96 CV, come nei motori XN1A a carburatore.

### Altre varianti
Del 2 litri XN è esistita un'altra variante, anche in questo caso depotenziata, la cui potenza massima si fermava a soli 82 CV a 5000 giri/min. L'alimentazione era anche in questo caso a carburatore. Questo motore ha trovato applicazione sulle Peugeot 505 Break GL (1981-82).